# Pacifica Radio
Pacifica Radio ist das älteste nichtkommerzielle Radio-Network in den Vereinigten Staaten. Es besteht aus einer Gruppe von fünf unabhängigen Hörfunksendern, die für ihre progressive Ausrichtung bekannt sind.
Das Network wird von der Pacifica Foundation mit Sitz in Berkeley, Kalifornien, betrieben. Dort befindet sich auch die Pacifica Station KPFA. Pacifica Radio versorgt mehr als 100 „Affiliates“ mit verschiedenen Hörfunksendungen. Zu den beliebtesten Produktionen gehören das Politikmagazin Democracy Now und Free Speech Radio News (FSRN).

## Geschichte
Pacifica wurde 1946 vom Pazifist Lewis Hill ins Leben gerufen. Während des Zweiten Weltkriegs war Hill Kriegsdienstverweigerer. Nach dem Krieg hat Hill zusammen mit weiteren ehemaligen Wehrpflichtverweigerern die Pacifica Foundation gegründet. Die erste Live-Übertragung fand 1949 bei KPFA in Berkeley statt. KPFA ist die erste „community supported“ Radiostation in den USA.
1980 begann Pacifica Inhalte seiner Stationen über Public Radio Satellite System zu verbreiten. 1997 verhalf KFCF Community Radio in Fresno, Kalifornien zu einem eigenen Zugang zu einem Satellitenkanal im Ku-Band und Pacifica begann Inhalte mittels Satellit zu überspielen (content distribution system).

## Struktur
Mitarbeiter und Hörer der Pacifica Radio KPFA (Berkeley, CA), KPFK (Los Angeles, CA), KPFT (Houston, TX), WPFW (Washington, D.C.) und WBAI (New York, NY) bestimmen im Wesentlichen über die Ausrichtung und Inhalte des Pacifica Networks. Jede Station hat ein „Local Station Board“ (LSB) mit 24 Mitgliedern. Aus diesen Gremien werden jeweils 12 Delegierte in den Vorstand des Gesamtnetzwerkes gewählt. Dabei werden zwei Wahlen parallel durchgeführt, dabei gibt es einen Proporz zwischen Angestellten (3 Mitglieder) und Hörern (9 Mitglieder).

## Sender
Das Pacifica Radio Network betreibt folgende Hörfunksender:
- KPFA, 94.1 FM, Berkeley, Kalifornien
- KPFK, 90.7 FM, Los Angeles, Kalifornien
- KPFT, 90.1 FM, Houston, Texas
- WBAI, 99.5 FM, New York City
- WPFW, 89.3 FM, Washington, D.C.

## Network
Über 200 Sender sind „Affilates“ des Pacifica Networks, d. h., sie übertragen einzelne Programme des Netzwerkes. Dazu gehören Public Radio Stationen unterschiedlicher Größe, wie KHOI Ames, WNUC Detroit u. a.

## Pacifica Radio Archives
Die Pacifica Radio Archives sind eine der ältesten und bedeutendsten Sammlungen von Radio-Sendungen überhaupt. Sie zeichnen die politische, kulturelle und künstlerische Entwicklung der zweiten Hälfte des 20. Jahrhunderts nach. Interviews mit Rosa Parks, dem 20-jährigen Bob Dylan u. a. befinden sich in den Archiven.